# Rio Borzontul Mic
O Rio Borzontul Mic é um rio da Romênia afluente do Rio Borzont, localizado no distrito de Harghita.